# قاي غيليت (سياسي)
قاي غيليت هو محامي ومدع وسياسي أمريكي، ولد في 3 فبراير 1879 في شيروكي في الولايات المتحدة، وتوفي بنفس المكان في 3 مارس 1973. نشط حزبياً في الحزب الديمقراطي.

## مناصب
- انتخب عضو مجلس الشيوخ الأمريكي [الإنجليزية]‏ عن دائرة مقد دائرة آيوا الثانية ‏ وقد انضم خلال فترته النيابية [الإنجليزية]‏ (3 يناير 1953 – 3 يناير 1955) للكتلة البرلمانية الحزب الديمقراطي.
- انتخب عضو مجلس الشيوخ الأمريكي [الإنجليزية]‏ عن دائرة مقد دائرة آيوا الثانية ‏ وقد انضم خلال فترته النيابية [الإنجليزية]‏ (3 يناير 1951 – 3 يناير 1953) للكتلة البرلمانية الحزب الديمقراطي.
- انتخب عضو مجلس الشيوخ الأمريكي [الإنجليزية]‏ عن دائرة مقد دائرة آيوا الثانية ‏ وقد انضم خلال فترته النيابية [الإنجليزية]‏ (3 يناير 1949 – 3 يناير 1951) للكتلة البرلمانية الحزب الديمقراطي.
- انتخب عضو مجلس الشيوخ الأمريكي [الإنجليزية]‏ عن دائرة Iowa Class 3 senate seat ‏ وقد انضم خلال فترته النيابية [الإنجليزية]‏ (3 يناير 1943 – 3 يناير 1945) للكتلة البرلمانية الحزب الديمقراطي.
- انتخب عضو مجلس الشيوخ الأمريكي [الإنجليزية]‏ عن دائرة Iowa Class 3 senate seat ‏ وقد انضم خلال فترته النيابية [الإنجليزية]‏ (3 يناير 1941 – 3 يناير 1943) للكتلة البرلمانية الحزب الديمقراطي.
- انتخب عضو مجلس الشيوخ الأمريكي [الإنجليزية]‏ عن دائرة Iowa Class 3 senate seat ‏ وقد انضم خلال فترته النيابية [الإنجليزية]‏ (3 يناير 1939 – 3 يناير 1941) للكتلة البرلمانية الحزب الديمقراطي.
- انتخب عضو مجلس الشيوخ الأمريكي [الإنجليزية]‏ عن دائرة Iowa Class 3 senate seat ‏ وقد انضم خلال فترته النيابية (3 يناير 1937 – 3 يناير 1939) للكتلة البرلمانية الحزب الديمقراطي.
- انتخب عضو مجلس الشيوخ الأمريكي [الإنجليزية]‏ عن دائرة Iowa Class 3 senate seat ‏ وقد انضم خلال فترته النيابية [الإنجليزية]‏ (3 نوفمبر 1936 – 3 يناير 1937) للكتلة البرلمانية الحزب الديمقراطي.
- انتخب مستشار قانوني [الإنجليزية]‏ (1955 – 1956).
- انتخب مستشار قانوني [الإنجليزية]‏ (1956 – 1961).
- انتخب عضو مجلس الشيوخ الأمريكي [الإنجليزية]‏ (3 يناير 1949 – 3 يناير 1955).
- انتخب رئيس مجلس الإدارة ( – 1945).
- انتخب المدعي العام [الإنجليزية]‏ (1907 – 1909).
- انتخب محامي المدينة (1906 – 1907).
- انتخب عضو مجلس ولاية آيوا ‏ (1912 – 1916).
- انتخب عضو مجلس النواب الأمريكي (4 مارس 1933 – 3 نوفمبر 1936).
- انتخب عضو مجلس الشيوخ الأمريكي [الإنجليزية]‏ (3 نوفمبر 1936 – 3 يناير 1945).